# Tipula (Platytipula) violovitshiana
Tipula (Platytipula) violovitshiana is een tweevleugelige uit de familie langpootmuggen (Tipulidae). De soort komt voor in het Palearctisch gebied.